# Supercell (datorspelsutvecklare)
Supercell är ett finländskt datorspelsföretag grundat i juni år 2010. Ilkka Paananen fungerar som företagets vd. Supercell har släppt 8 mobilspel och snart ett nionde: Clash of Clans, Boom Beach, Hay Day, Battle Buddies,  Clash Royale, Pets vs Orcs, Spooky Pop, Brawl Stars och snart Squad Busters.
De första spelen, Clash of Clans och Hay Day, är så kallade freemiumspel och de har båda varit lönsamma för företaget. År 2013 rapporterades Supercell ha intäkter som uppgick till 2,4 miljoner dollar om dagen.
År 2011 investerade Accel Partners 12 miljoner dollar i Supercell. I oktober 2013 meddelades det att det japanska företaget GungHo Online Entertainment och dess moderbolag SoftBank investerat 2,1 miljarder dollar för 51 % av företaget. Senare den 21 juni 2016 köpte bolaget tencent hela softbanks andel i företaget plus lite i en deal värderad runt 8,6 miljarder dollar där de fick 84,3 procent av företaget.

## Spel
- Gunshine.net (senare känt som Zombies Online) (2011[7])
- Pets vs Orcs (2012)
- Battle Buddies (2012)
- Hay Day (2012)
- Clash of Clans (2012)
- Boom Beach (2013)
- Spooky Pop (2014)[8]
- Clash Royale (2016)
- Brawl Stars (2017)

## Marknadsföring
Under 2015 års omgång av Super Bowl visade Supercell en 30 sekunders reklamfilm med skådespelaren Liam Neeson. Reklamen kostade 4,5 miljoner dollar och nådde ut till 118,5 miljoner tittare. Enligt The Guardian var reklamen en av matchens mest populära.